# Behnaz Jafari

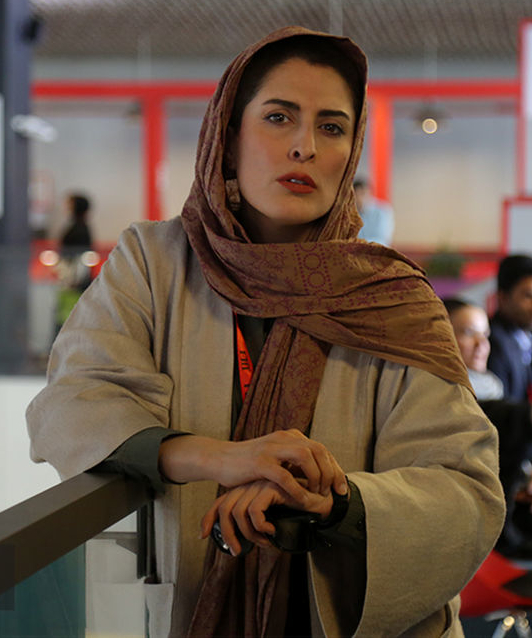
Behnaz Jafari, 2018

Behnaz Jafari (* 16. August 1975 in Teheran) ist eine iranische Schauspielerin.

## Leben und Karriere
Behnaz Jafari wurde 1975 in der iranischen Hauptstadt Teheran geboren. Ihre Mutter war Krankenschwester von Beruf und ihr Vater arbeitete als Buchhalter. Beide Elternteile zeigten ein Faible für Kunst im Allgemeinen.
Jafari hat eine akademische Ausbildung im Fach Dramatik durchlaufen; ihren Hochschulabschluss erwarb sie an einer der renommierten Azad-Universitäten. In ihrer bisherigen Karriere arbeitete sie bereits mit mehreren international bekannten Regisseuren zusammen. Hin und wieder übernimmt die gebürtige Teheranerin auch diverse Rollen bei Fernsehserien. 2018 spielte sie sich selbst in dem mehrfach prämierten Film Drei Gesichter. Dieser wurde von Jafar Panahi inszeniert, der ebenfalls seine eigene Person als Hauptfigur verkörpert. In dem preisgekrönten Drama Yalda hat sie den Part der Mona Zia inne.
Für ihre schauspielerische Leistung wurde Jafari u. a. mit dem begehrten Crystal-Simorgh-Preis ausgezeichnet.

## Filmografie (Auswahl)
- 1995: The Blue Veiled
- 2000: Blackboards – Regie: Samira Makhmalbaf
- 2001: A House Built on Water – Regie: Bahman Farmanara
- 2004: Kandaloos Gardens
- 2005: Wake Up, Arezu!
- 2008: Shirin – Regie: Abbas Kiarostami
- 2011: The Recall (TV-Serie)
- 2012: A Respected Family
- 2012: The President's Cell Phone
- 2014: The Girl's House – Drehbuch: Parviz Shahbazi
- 2016: Ferris wheel (TV-Serie)
- 2017: Nafas (TV-Serie)
- 2018: Drei Gesichter – Regie: Jafar Panahi
- 2019: Yalda
- 2021: Once Upon a Time in Iran – Regie: Tina Pakravan

## Ehrungen
- 2002: Crystal Simorgh Award | Best Supporting Actress für A House Built on Water[4]
- 2012: Ehrendiplom 30. Fajr International Film Festival | Best Actress für The President's Cell Phone[5]